# Pljačka Rima (455.)
Pljačka Rima 455. godine, također poznata i kao Vandalska ili Gajzerihova pljačka Rima je započela 2. lipnja 455. neposredno nakon što su Vandali pod kraljem Gajzerikom bez otpora ušli u Rim te ga podvrgli masovnoj pljački. Gajzerik je u pohod na Rim krenuo nastojeći iskoristiti metež u koji je tadašnje Zapadno Rimsko Carstvo palo nakon ubojstva cara Valentinijana III.. Kasnoantički izvori se razilaze oko toga da li su Vandali bili manje nasilni od Vizigota za vrijeme ranije pljačke, ali se slažu da su bili temeljitiji, s obzirom da je pljačka trajala dva tjedna te da nisu bile pošteđene ni crkve. Gajzerik je grad napustio s bogatim plijenom i velikim brojem zarobljenika među kojima su se nalazili i vodeći plemići i dostojanstvenici. Događaj, iako manje šokantan od vizigotske pljačke, ostavio je duboki dojam na suvremenike i stvorio percepciju o Vandalima kao bezobzirnim barbarskim pljačkašima koji traje do današnjeg dana, odnosno stvorio podlogu za suvremenu riječ vandalizam.

## Vanjske poveznice
|  | Zajednički poslužitelj ima još gradiva o temi Pljačka Rima (455.) |